# 大道秀
大 道秀（だい どうしゅう、生没年不詳）は、靺鞨族出身の高麗の軍人。渤海国滅亡後、高麗に帰化していた。大道秀の肩書は、『遼史』には「礼部郎中」という文官として登場するが、高麗側の記録が伝える「中郎将」、そして「将軍」という武官を採るべきであり、最初から武官を本来の肩書として帯びた文臣より劣る武臣とみられる。

## 人物
『高麗史』によると、第一次高麗契丹戦争の際、大道秀は、契丹軍を安戒鎮で阻止することに成功した。第二次高麗契丹戦争では、西京の防衛に従事したが、保身をはかる同僚に欺かれてしまい、契丹軍に投降している。
大道秀は、『遼史』に「高麗礼部郎中渤海陀失」と記録されているため、明らかに渤海国の遺民である。